# Clásico Mil Guineas (Chile)
El Clásico Mil Guineas María Luisa Solari Falabella es una carrera de la hípica chilena de Grupo I, destinada a hembras de tres años que se disputa anualmente en el Hipódromo Chile el último sábado de agosto o el primer sábado de septiembre. Este clásico junto con el Clásico Dos Mil Guineas,  es la segunda etapa de la Cuádruple Corona del Chile, conformada además por los clásicos, Tanteo de Potrancas  ,Tanteo de Potrillos, Gran Criterium Mauricio Serrano Palma y St Leger. Esta prueba es también la segunda etapa de la triple corona Potrancas.  Desde 2016 lleva el nombre de María Luisa Solari Falabella (1942-†2015), destacada dirigente del turf chileno.

## Récords
Récord de la distancia: 
- Ando Soltera (2024) con 1.34.67

Jinete con más triunfos
- 4 - Jorge A. González (2017, 2018, 2022, 2023)

Preparador con más triunfos
- 5 - Alfredo Bagú R. (1997, 2000, 2001, 2002, 2003)
- 5 - Juan P. Baeza J. (2012, 2018, 2020, 2022, 2024)

Criador con más triunfos
- 5 - Haras Figurón (1993, 1995, 1996, 1997, 1999)

## Ganadoras del Clásico Mil Guineas
Las siguientes son  los ganadoras del clásico Mil Guineas desde 1990.
| Año  | Caballo         | Jinete             | Preparador            | Stud                  | Haras                  | Tiempo   |
| ---- | --------------- | ------------------ | --------------------- | --------------------- | ---------------------- | -------- |
| 1990 | Blumme          | Héctor Salazar     | Guillermo Aguirre A.  | Nicolás               | La Gloria              | 1.37.2/5 |
| 1991 | A La Conquista  | Pedro Cerón        | Juan Cavieres A.      | Santa Olga            | Santa Olga             | 1.37.1/5 |
| 1992 | Numeración      | Luis Torres        | Luis Urbina H.        | Kokekil               | María Pinto            | 1.37.4/5 |
| 1993 | Normality       | Pedro Cerón        | Víctor Galleguillos   | Las Camelias          | Figurón                | 1.36.0   |
| 1994 | Alentadora      | Fernando Díaz      | Juan Cavieres A.      | Matute                | El Sheik               | 1.35.3/5 |
| 1995 | Donna Karan     | Pablo Castillo     | Juan Cavieres A.      | Calabria              | Figurón                | 1.36.2/5 |
| 1996 | Bella di Notte  | Héctor Barrera     | Jorge Inda M.         | Figurón               | Figurón                | 1.35.4/5 |
| 1997 | *Ghirlanda      | Víctor Mansilla    | Jorge Inda M.         | Doña Francisca        | Figurón                | 1.36.0   |
| 1997 | *Medina Sidonia | Luis Torres        | Alfredo Bagú R.       | Agrícola Aboughazaleh | Santa Isabel           | 1.36.0   |
| 1998 | Poseída         | Richard Castillo   | Patricio Baeza A.     | La Poza               | Jockey                 | 1.36.2/5 |
| 1999 | Cremcaramel     | Gustavo Barrera    | Guillermo Aguirre B.  | Las Camelias          | Figurón                | 1.36.1/5 |
| 2000 | Printemps       | Anyelo Rivera      | Alfredo Bagú R.       | Amerman Racing        | De Pirque              | 1.35.3/5 |
| 2001 | Triple Joy      | Richard Castillo   | Alfredo Bagú R.       | El Tata               | Don Alberto            | 1.41.4/5 |
| 2002 | Wild Spirit     | Anyelo Rivera      | Alfredo Bagú R.       | Haras Sumaya          | Sumaya                 | 1.38.3/5 |
| 2003 | Isola Piu Bella | Pedro Santos       | Alfredo Bagú R.       | Haras Sumaya          | Sumaya                 | 1.37.4/5 |
| 2004 | Eccellenza      | Juan Galleguillos  | Patricio Baeza A.     | Marengo               | San Patricio           | 1.39.4/5 |
| 2005 | Patakuza        | Héctor I. Berríos  | Sergio Romero C.      | San Thomas            | El Sheik               | 1.37.19  |
| 2006 | Desert Fight    | Richard Castillo   | Alejandro Padovani E. | Haras Sumaya          | Sumaya                 | 1.37.42  |
| 2007 | Zhou            | Pedro Santos       | Daniel Contreras A.   | Paula Inés            | De Pirque              | 1.37.26  |
| 2008 | Paula’s Girl    | José Sánchez       | Luis Urbina H.        | Push Push             | Don Alberto            | 1.34.88  |
| 2009 | Bonny and Clyde | Guillermo Pontigo  | Álvaro Fernández L.   | El Sheik              | El Sheik               | 1.36.98  |
| 2010 | Ocean Quest     | Guillermo Pontigo  | Álvaro Fernández L.   | El Sheik              | El Sheik               | 1.38.67  |
| 2011 | Amani           | Hernán E. Ulloa    | Marco Pavez O.        | Haras Sumaya          | Sumaya                 | 1.35.22  |
| 2012 | Noble Belleza   | Héctor I. Berríos  | Juan P. Baeza J.      | Santa Olga            | Santa Olga             | 1.37.35  |
| 2013 | Divina Preciosa | Jaime Medina       | Carlos Conejeros A.   | Antonio Vodanovic P.  | Matancilla             | 1.36.51  |
| 2014 | Gratinada       | Gonzalo Ulloa      | Juan C. Silva S.      | Vendaval              | Paso Nevado            | 1.35.50  |
| 2015 | The Dream       | Héctor I. Berríos  | Patricio Baeza A.     | Haras Jockey          | Jockey                 | 1.37.10  |
| 2016 | Maida Alegre    | Hernán E. Ulloa    | Patricio Baeza A.     | Los Tanderos          | Santa Amelia           | 1.37.51  |
| 2017 | Wow Cat         | Jorge A. González  | Carlos Urbina H.      | Vendaval              | Paso Nevado            | 1.36.01  |
| 2018 | Diane           | Jorge A. González  | Juan P. Baeza J.      | Vaquita Sabrosa       | Jockey                 | 1.41.52  |
| 2019 | La Buena Vida   | Rodrigo Vergara    | Oliverio Martínez L.  | Cinco Estrellas       | Los Acacios            | 1.39.09  |
| 2020 | Duliette        | Rodolfo Fuenzalida | Juan P. Baeza J.      | Haras Mocito Guapo    | Mocito Guapo           | 1.39.37  |
| 2021 | Vita da Mamma   | Gonzalo Ulloa      | Sergio Inda M.        | Alvidal               | Il Campione Spa        | 1.37.33  |
| 2022 | Joke Sisi       | Jorge A. González  | Juan P. Baeza J.      | Identic               | Agrícola Taomina Ltda. | 1.35.54  |
| 2023 | Zajarova        | Jorge A. González  | Luis Urbina H.        | Josemac               | Porta Pía              | 1.38.20  |
| 2024 | Ando Soltera    | Jaime Medina       | Juan P. Baeza J.      | Haras Dadinco         | Dadinco                | 1.34.67  |

- Hasta el año 2004 las centésimas del tiempo de la carrera se tomaban en quintos (5) es decir cada 10 segundos eran equivalentes a 1/5.
- * En 1997 se registró un empate entre las ejemplares Ghirlanda y Medina Sidonia.

## Última edición
El sábado 31 de agosto del 2024, se disputó una versión más del clásico Mil Guineas María Luisa Solari Falabella, y se impuso la ejemplar Ando Soltera, (hija de Flameaway), derrotando a Good Sea, en tercer lugar se ubicó Guifala, en cuarta posición quedó Venus Victoriosa y la tabla la completó La Bandida, Ando Soltera fue conducida por Jaime Medina, es preparada por Juan P. Baeza J., pertenece y fue criada en el Haras Dadinco.